# Лутугине (станція)
Луту́гине — вузлова вантажно-пасажирська залізнична станція Луганської дирекції Донецької залізниці на перетині ліній Луганськ — Лутугине та Родакове — Ізварине.
Розташована в місті Лутугине Луганської області за 22 км на південь від Луганська між станціями Коноплянівка (3 км), Бразоль (5 км) та Глафірівка (9 км).
Через військову агресію Росії на сході України транспортне сполучення припинене.